# Michel Frédérick
Pour les articles homonymes, voir Frederick.
Frédéric Michel, dit Michel Frédérick, né le 6 novembre 1872 et mort le 22 juin 1912, est un coureur cycliste suisse.

## Biographie
Frédérick termine deuxième de Paris-Mons 1896 et de Bordeaux-Paris 1902, et troisième de Paris-Roubaix 1897 et des Six Jours de San Francisco 1899.
Vainqueur de la première étape du Tour de France 1904, Michel Frédérick est le premier leader non-français au classement général de l’histoire du Tour. Il perd cette position au classement dès l’étape suivante puis ne se présente pas au départ de la troisième étape.
Il faut noter que ces résultats sur ce Tour sont ceux obtenus à la suite des déclassements massifs par l'UVF en décembre 1904.

## Palmarès
- 1896
  - 2e de Paris-Mons
- 1897
  - 3e de Paris-Roubaix
- 1900
  - 3e de Toulouse-Luchon-Toulouse
- 1902
  - 2e de Paris-Rennes
  - 2e de Bordeaux-Paris
- 1904
  - 1re étape du Tour de France

## Résultats sur le Tour de France
1 participation
- 1904 : abandon (3e étape), vainqueur de la 1re étape, leader pendant 1 jour